# 阿姆斯特丹建筑中心

阿姆斯特丹建筑中心  (英語：Amsterdam Centre for Architecture) 是荷兰的一个建筑组织，集中于阿姆斯特丹以及周边区域的活动。 阿姆斯特丹建筑中心关注建筑, 城市设计以及景观设计，是40多个荷兰建筑中心之中最古老和最大的组织。

## 历史
1986年建立在荷兰阿姆斯特丹，由荷兰建筑师René van Zuuk设计建造， 共有三层楼呈梯形构造。现任馆长是Yvonne Franquinet女士。